# الهيئة العامة للسينما و المسرح و الفنون

## الهيئة العامة للسينما والمسرح والفنون في ليبيا: رائدة الثقافة والفنون[1]
تعتبر الهيئة العامة للسينما والمسرح والفنون في ليبيا مؤسسة حكومية تعنى بدعم وتطوير الفنون والثقافة في البلاد. تأسست الهيئة بهدف تعزيز التواصل الثقافي والفني وتعزيز الهوية الوطنية والتعبير الفني في المجتمع.
تعتبر الهيئة تابعة لوزارة الثقافة والتنمية المعرفية في ليبيا

### مهام الهيئة العامة للسينما والمسرح والفنون:
1. تطوير السينما والمسرح: تعمل الهيئة على دعم صناعة السينما والمسرح في ليبيا من خلال تقديم الدعم المالي والتقني للمبدعين والفنانين لتطوير أعمالهم وإنتاج أعمال جديدة.
2. تنظيم الفعاليات الثقافية: تقوم الهيئة بتنظيم ودعم الفعاليات الثقافية والفنية في مختلف المجالات لتعزيز الحوار الثقافي والتبادل الفني.
3. تعزيز التعليم الفني: تسعى الهيئة إلى تعزيز التعليم الفني والتدريب في مجالات السينما والمسرح والفنون، وذلك من خلال تنظيم ورش العمل والدورات التدريبية والمحاضرات.
4. حماية التراث الثقافي: تعمل الهيئة على حماية والحفاظ على التراث الثقافي الليبي من خلال دعم المشاريع الثقافية التي تسهم في الحفاظ على التراث الثقافي وترويجه.

### أهداف الهيئة العامة للسينما والمسرح والفنون:
1. تعزيز الهوية الوطنية: تهدف الهيئة إلى تعزيز الهوية الوطنية والانتماء للثقافة الليبية من خلال دعم الأعمال الفنية والثقافية التي تعكس الهوية الوطنية والقيم الليبية.
2. تعزيز التواصل الثقافي: تسعى الهيئة إلى تعزيز التواصل الثقافي والفني مع الثقافات الأخرى من خلال تنظيم الفعاليات والتبادل الثقافي.
3. دعم المواهب الشابة: تعمل الهيئة على دعم وتطوير المواهب الشابة في مجالات السينما والمسرح والفنون من خلال توفير الفرص والدعم اللازم لهم.

### رسالة الهيئة العامة للسينما والمسرح والفنون:
رسالة الهيئة تتمثل في تعزيز الثقافة والفنون كعناصر أساسية في بناء المجتمع الليبي المتعدد الثقافات، وتعزيز التواصل الثقافي والتبادل الفني على المستوى المحلي والإقليمي والدولي، ودعم المبدعين والفنانين للمساهمة في إثراء المشهد الثقافي والفني في ليبيا وخارجها.

## الهيكل التنظيمي للهيئة العامة للسينما والمسرح والفنون في ليبيا:
1. الإدارة العامة للشؤون الإدارية والمالية: تتولى هذه الإدارة الأمور الإدارية والمالية للهيئة بما في ذلك إدارة الموارد البشرية والميزانية والشؤون الإدارية العامة.
2. إدارة الشؤون القانونية: تتولى هذه الإدارة كافة الأمور القانونية المتعلقة بنشاطات الهيئة وتقديم الاستشارات القانونية اللازمة.
3. إدارة المشروعات والاستثمار: تتولى إدارة وتنسيق جميع المشروعات والاستثمارات الخاصة بالهيئة لضمان تنفيذها بكفاءة وفعالية.
4. إدارة البرامج والأعمال الفنية: تتولى هذه الإدارة تطوير وتنفيذ البرامج الثقافية والفنية وتقديم الدعم للفنانين والمبدعين.
5. مكتب شؤون رئيس الهيئة: يدير هذا المكتب الأمور الإدارية المتعلقة برئيس الهيئة ويقدم الدعم اللازم له.
6. مكتب دعم وتمكين المرأة: يعمل هذا المكتب على تعزيز دور المرأة في المجال الفني والثقافي وتوفير الدعم والفرص المناسبة لها.
7. مكتب التفتيش والمتابعة: يقوم هذا المكتب بمراقبة وتقييم أداء الأقسام الداخلية وضمان تنفيذ السياسات والإجراءات بشكل صحيح.
8. مكتب المراجعة الداخلية: يتولى هذا المكتب مراجعة العمليات الداخلية للهيئة وتحسينها وضمان التمتع بمعايير الجودة والفعالية.
9. مكتب المهرجانات والترفيه: ينظم ويدير هذا المكتب جميع المهرجانات الثقافية والفنية والفعاليات الترفيهية التي تنظمها الهيئة.
10. مكتب التعاون الدولي: يعمل على تعزيز التعاون الثقافي والفني مع الجهات الدولية وتنظيم برامج التبادل الثقافي.
11. مكتب الإعلام والتواصل: يتولى هذا المكتب إدارة العلاقات العامة والاتصالات الخارجية وتنظيم الحملات الإعلامية للهيئة.

### الختام:
تعتبر الهيئة العامة للسينما والمسرح والفنون في ليبيا محوراً هاماً في دعم وتطوير الثقافة والفنون في البلاد، وتلعب دوراً رائداً في تعزيز التواصل الثقافي والتبادل الفني. من خلال مهامها وأهدافها ورسالتها، تسعى الهيئة إلى تعزيز التنمية الثقافية والفنية وتحقيق التنمية المستدامة في ليبيا.